# Hällhamnsklippan
Hällhamnsklippan is een Zweeds eiland / klip behorend tot de Lule-archipel. In een straal van 1,5 kilometer rondom is geen land aanwezig, behalve het kleine Hällhamnsgrynnan, een zandplaat. Het eiland heeft geen oeververbinding en is onbebouwd.